# Krzysztof Olszewski

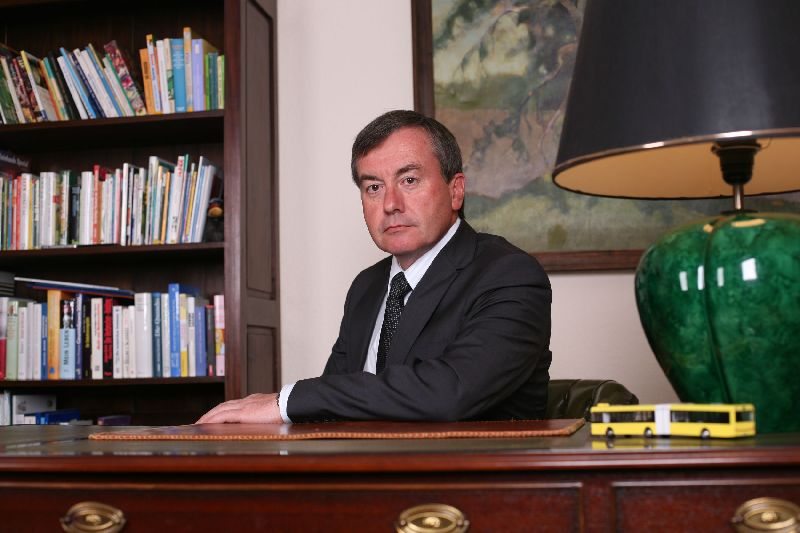
Krzysztof Olszewski (2008)
(Unternehmensfoto)

Krzysztof Olszewski (* 26. November 1951 in Breslau, Polen) ist ein polnischer Ingenieur, Gründer und langjähriger Vorstandsvorsitzender der Solaris Bus & Coach S.A., vormals Neoplan Polska.

## Leben und Tätigkeit
Olszewski studierte Maschinenbau an der Technischen Universität Warschau. Seit 1976 war er im Bereich Automobiltechnik selbständig tätig. Ab Dezember 1981 wohnte er in West-Berlin, da aufgrund der politischen Ereignisse und der Verhängung des Kriegsrechts in Polen die Rückkehr von einer geschäftlichen Reise nicht möglich war. Im Dezember 1982 folgte ihm seine Frau Solange. Dank Hilfe von Mitarbeitern des Berliner Neoplan-Werkes und Unterstützung des Außenministers der Bundesrepublik Deutschland Hans-Dietrich Genscher holten sie ihre zwei Kinder im Mai 1983 nach. Sie lebten in den folgenden 14 Jahren gemeinsam in West-Berlin.
Ab Januar 1982 war Olszewski dort bei Neoplan beschäftigt und wurde 1985 Leiter des dortigen Werkes. 1994 kehrte Olszewski nach Polen zurück und gründete eine selbständige Neoplan-Generalvertretung für den polnischen Markt. Das Unternehmen firmierte als Neoplan Polska.
Zwei Jahre später eröffnete er mit seiner Frau in Bolechowo bei Posen ein Werk zur Herstellung von Bussen. Das Familienunternehmen stellte am Anfang seiner Tätigkeit 36 Personen ein. Nachdem 1999 die Marke Solaris aus der Taufe gehoben wurde und die ersten Niederflurbusse der Urbino-Familie entstanden, wurde das Unternehmen 2001 von Neoplan unabhängig und firmierte seitdem als Solaris Bus & Coach. Heute ist Solaris ein führender europäischer Hersteller von modernen Straßenbahnen und Bussen. In vier Fabriken in der Region Posen beschäftigt das Unternehmen über 2000 Mitarbeiter, mehr als 300 weitere arbeiten für ausländische Tochtergesellschaften. Seit Beginn der Produktion im Jahr 1996 verließen annähernd 10.000 Fahrzeuge die Fabrik in Bolechowo bei Posen. Sie fahren bei Kunden in 26 Ländern.
Im Jahr 2018 verkaufte die Familie ihre Unternehmensanteile vollständig an das spanische Unternehmen CAF. Ein Anteil von 25 Prozent wurde an einen staatlichen polnischen Investmentfonds weitergegeben.
Krzysztof Olszewski ist verheiratet und hat zwei Kinder, Małgorzata und Jan. Seine Frau Solange war seit der Gründung von Solaris Bus & Coach im Unternehmen engagiert und zuletzt als Vorstandsvorsitzende.

## Preise und Auszeichnungen
- 1998: Das goldene Verdienstkreuz des Präsidenten der Republik Polen
- 2005: „Manager des Jahres 2004“, Preis der polnischen Managervereinigung
- 2006: „Unternehmer des Jahres“, Preis der Unternehmensberatung Ernst & Young
- 2008: „Mann des Jahres in Großpolen“, Preis der Redaktion des Forbes Magazine
- 2010: Kisiel-Preis des Nachrichtenmagazins Wprost in der Kategorie Unternehmer
- 2012: Kavalierskreuz des Verdienstordens der Republik Polen